# Sandvík
Sandvík este un oraș din Insulele Feroe.